# Groß-Siegharts
Groß-Siegharts est une commune autrichienne du district de Waidhofen an der Thaya en Basse-Autriche.